# Адміністративний поділ Північного Кіпру
Турецька Республіка Північного Кіпру поділяється на п'ять районів.
| Мапа ТРПК | Райони     | Назва турецькою |
| --------- | ---------- | --------------- |
|           | Нікосія    | Lefkoşa         |
| Фамагуста | Gazimağusa |                 |
| Кіренія   | Girne      |                 |
| Морфу     | Güzelyurt  |                 |
| Трікомо   | İskele     |                 |